# هیکوری پلینز (آرکانزاس)
هیکوری پلینز (به انگلیسی: Hickory Plains) یک منطقهٔ مسکونی در ایالات متحده آمریکا است که در شهرستان پریری، آرکانزاس واقع شده‌است. هیکوری پلینز ۷۵٫۹ متر بالاتر از سطح دریا واقع شده‌است.